# 라경호
라경호(한국 한자: 羅勁皓, 1981년 3월 15일 ~)는 대한민국의 전 축구 선수다.

## 출신 학교
- 감삼초등학교
- 청구중학교
- 청구고등학교
- 인천대학교

## 같이 보기
- 인천 유나이티드 FC 2005 시즌